# Lu Kejian
Lu Kejian (chinesisch 彭祖意; * Februar 1932 in Jonê, Provinz Gansu) ist ein chinesischer Politiker der Kommunistischen Partei Chinas (KPCh), der unter anderem zwischen 1993 und 2003 Vorsitzender des Ständigen Ausschusses des Volkskongresses der Provinz Gansu war.

## Leben
Lu Kejian, Angehöriger der Tibeter, wurde 1953 Mitglied der KPCh und war zwischen 1957 und 1958 stellvertretender Chefredakteur der Tageszeitung „Gannan-Nachrichten“. Er war von 1959 bis 1960 stellvertretender Generalsekretär des Parteikomitees der KPCh des Autonome Bezirks Gannan der Tibeter sowie zeitgleich Kandidat des Sekretariats dieses Parteikomitees. Anschließend begann er ein Studium an der Philosophischen Fakultät der Zentralen Parteihochschule der Kommunistischen Partei Chinas in Peking, welches er 1964 beendete. Nach seiner Rückkehr in die Provinz Gansu fungierte er von 1965 bis 1966 in Personalunion als stellvertretender Sekretär des Parteikomitees der KPCh im Autonomen Kreis Tianzhu der Tibeter und zeitgleich als Richter am Volksgericht dieses Autonomen Kreises.
Lu übernahm zahlreiche Aufgaben im Parteikomitee der Provinz Gansu und war unter anderem Erster Sekretär des Politik- und Rechtsausschusses, Leiter der Abteilung Vereinigte Arbeitsfront, Leiter der Propagandaabteilung sowie Mitglied des Ständigen Ausschusses dieses Parteikomitees. Er fungierte zwischen 1979 und 1983 Vizepräsident der Parteischule der Provinz Gansu und war von 1984 bis 1993 als stellvertretender Sekretär des Provinzkomitees der KPCh in Gansu Vertreter der damaligen Parteisekretär dieser Provinz, Li Ziqi (1984 bis 1990) beziehungsweise Gu Jinchi (1990 bis 1993). Er war ferner in der siebten, achten und neunten Legislaturperiode zwischen 1988 und 2003 Deputierter des Nationalen Volkskongresses. 1993 wurde er als Nachfolger von Xu Feiqing Vorsitzender des Ständigen Ausschusses des Volkskongresses der Provinz Gansu und bekleidete dieses Amt zehn Jahre lang bis 2003, woraufhin Song Zhaosu ihn ablöste.

## Weblink
- Lu Kejian (chinavitae.com) (Memento vom 29. Juli 2016 im Internet Archive)